# Richard Bergh
Richard Bergh (născut în Stockholm, Suedia, la 28 decembrie 1858 - decedat la 29 ianuarie 1919) este un pictor suedez, fiul unui artist de renume (Edvard Bergh), profesor la Académie des Beaux-Arts.
După studiile la Academie, își împarte timpul între țara sa și Franța, fiind fidel al coastei normande și al satului Grez-sur-Loing.

## Câteva opere
- Avslutad seans (1884); (Șfârșitul unei ședințe de spiritism)
- Ședință de hipnoză, 1887;
- Konstnärinnan Eva Bonnier (1889);
- Seară de vară nordică (1889 - 1900), Göteborg, Göteborgs Konstmuseum;
- Vision Motiv från Visby (1894);
- Portretul lui August Strindberg (1905).

## Galerie de imagini

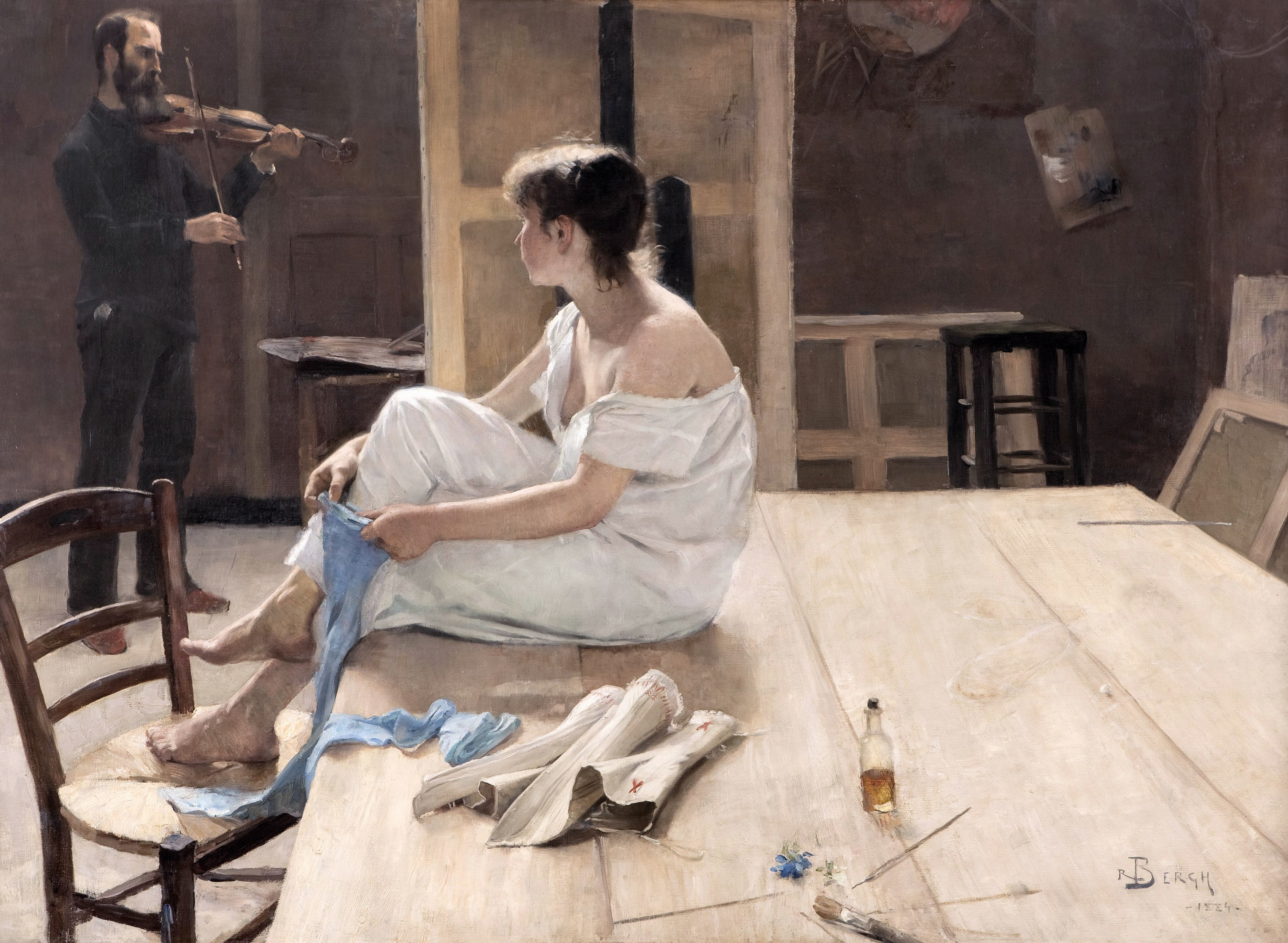
Avslutad seans (1884)(Titlul în românește: Șfârșitul unei ședințe de spiritism), Malmö konstmuseum (Muzeul de artă din Malmö).
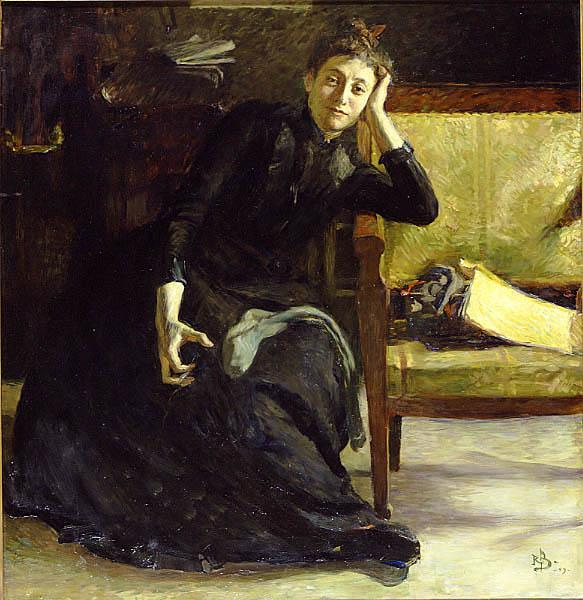
Eva Bonnier (1889)
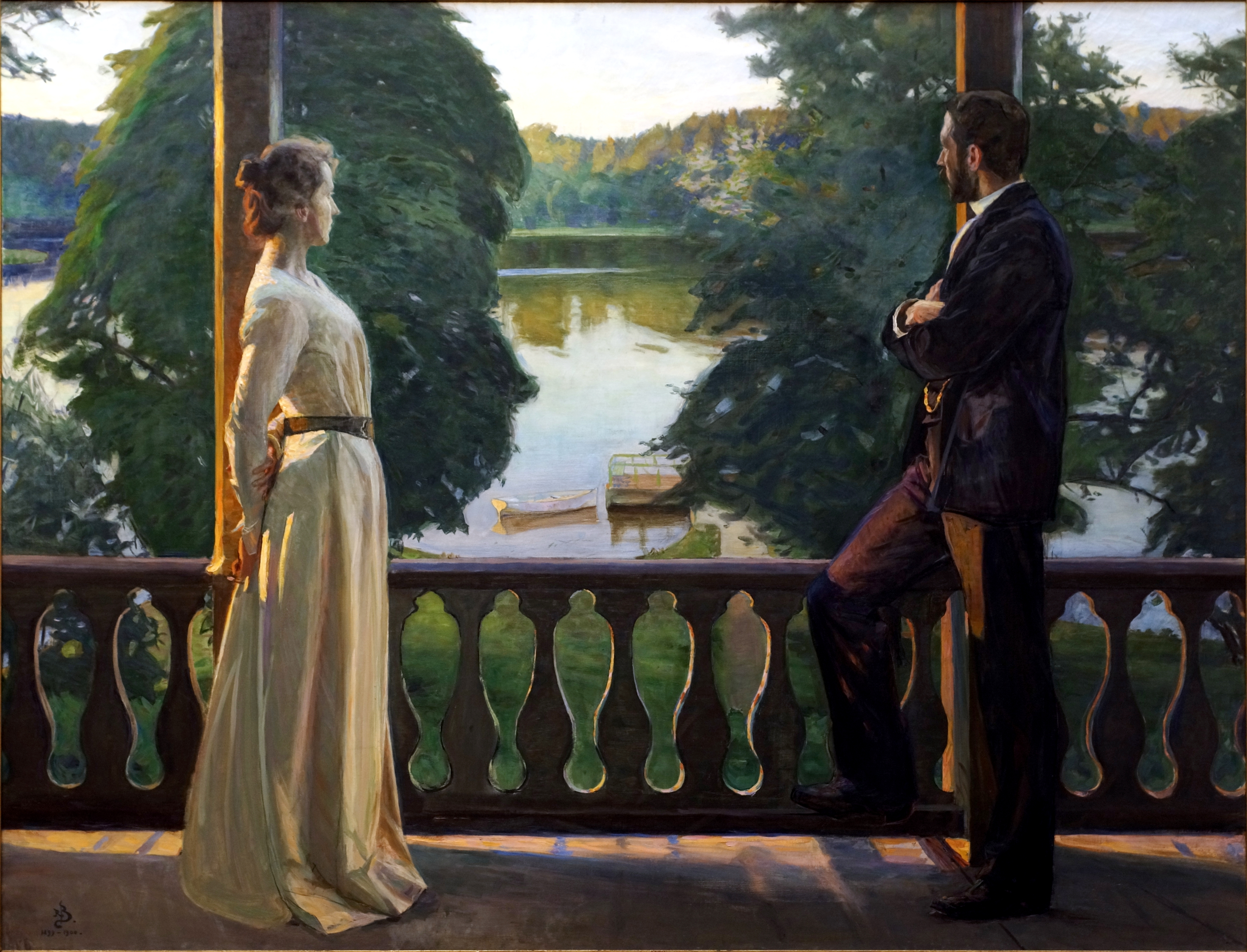
Nordisk sommarkväll[11] (1889-1900).
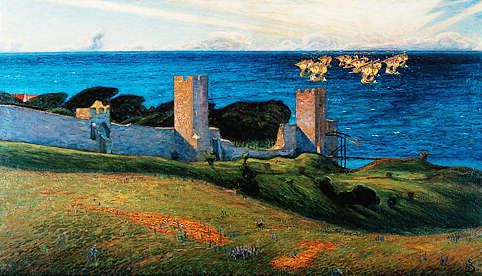
Vision: Motiv från Visby (1894)
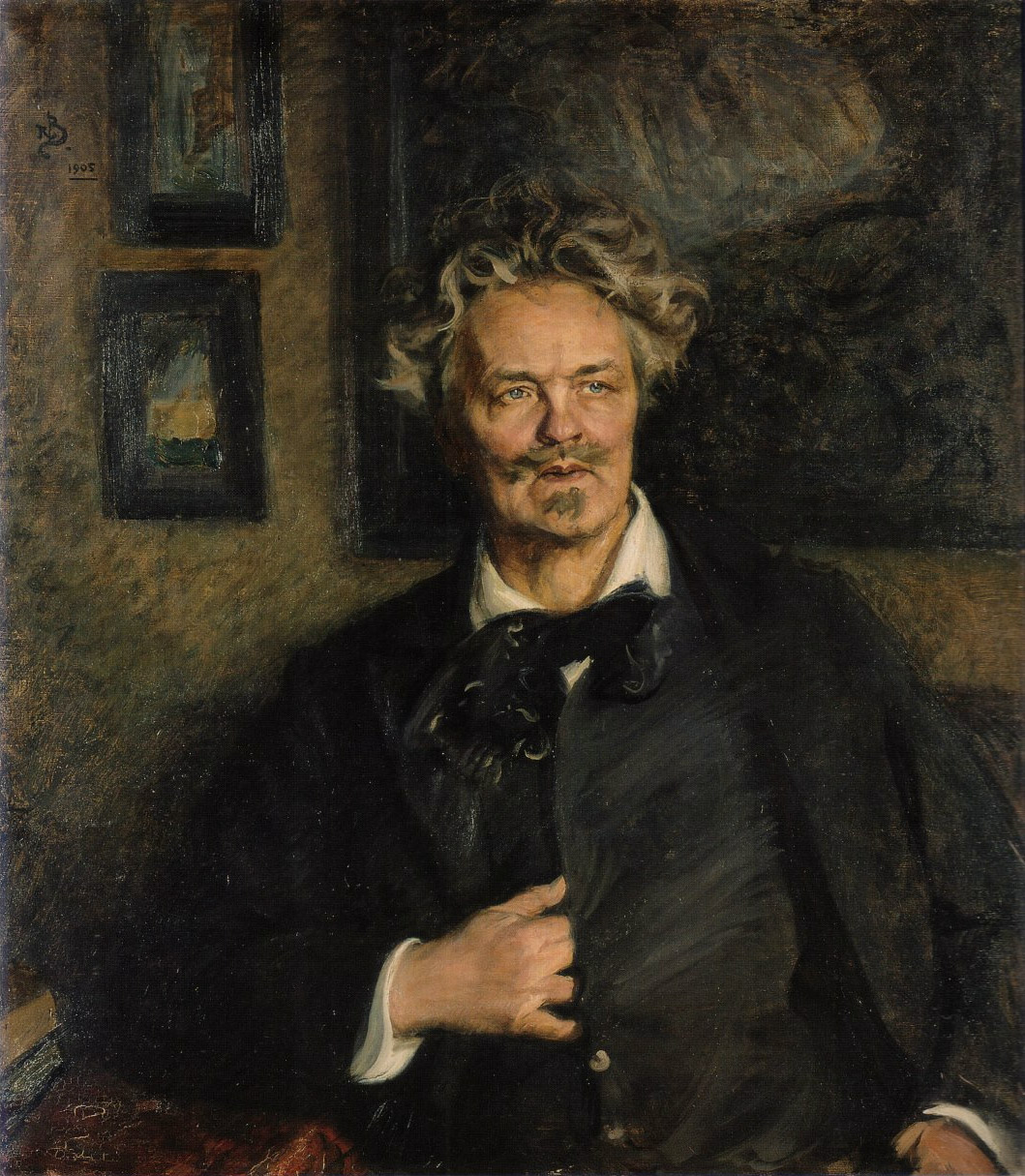
Portretul lui August Strindberg (1905)
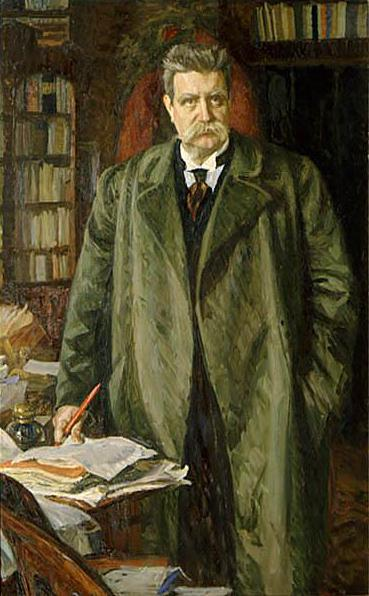
Portretul lui Hjalmar Branting
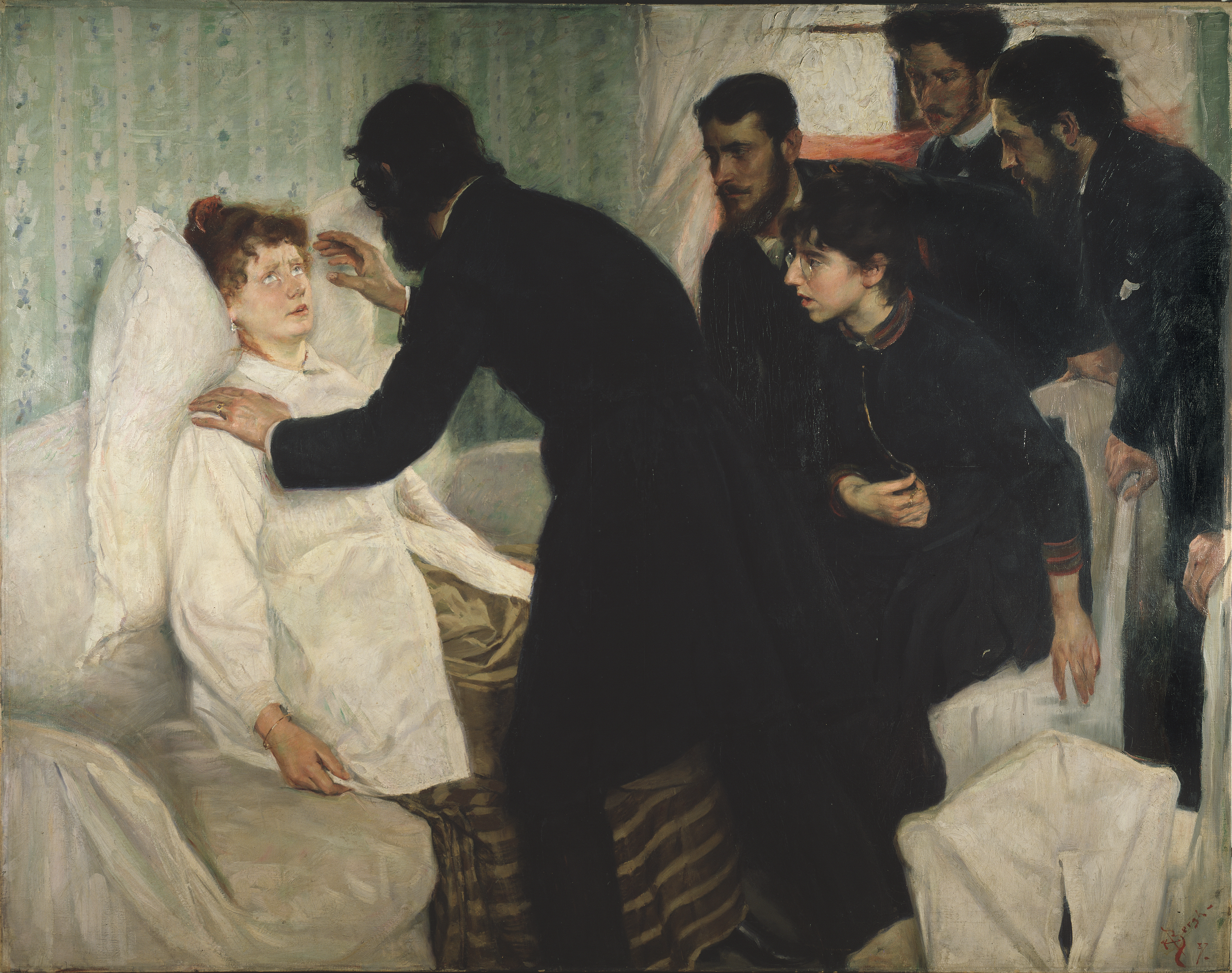
O ședință de hipnoză (1887)